# Julien Escudé
Julien Escudé ou também conhecido como SQD (Chartres, 17 de agosto de 1979) foi um futebolista francês que atuava como zagueiro.